# Phacellocera plumicornis
Phacellocera plumicornis är en skalbaggsart som först beskrevs av Johann Christoph Friedrich Klug 1825.  Phacellocera plumicornis ingår i släktet Phacellocera och familjen långhorningar. Inga underarter finns listade i Catalogue of Life.